# Zambia Alliance for Progress
Die Zambian Alliance for Progress (ZAP) ist eine politische Koalition und ein Wahlbündnis verschiedener Parteien in Sambia.

## Geschichte
Die Zambian Alliance for Progress entstand 1999 durch den Zusammenschluss von Zambia Democratic Congress, Agenda for Zambia, National Citizens’ Coalition, National Party, Lima Party und Labor Party. Im Jahr 2001 nahm sie auch die Zambia Republican Party auf, die ihrerseits im Jahr zuvor aus dem Zusammenschluss der 1996 gegründeten National Lima Party und der Zambia Republican Party hervorgegangen war. Als Grund für den Zusammenschluss wurde die Chancenlosigkeit kleiner Parteien gegenüber der regierenden Movement for Multiparty Democracy bei Wahlen genannt. Tatsächlich begünstigt die in Sambia übliche Mehrheitswahl die Vertreter großer Parteien. Vorsitzender der ZAP war bis zu seinem Tode am 19. April 2005 Dean Mung'omba.